# Ashutosh Gowariker

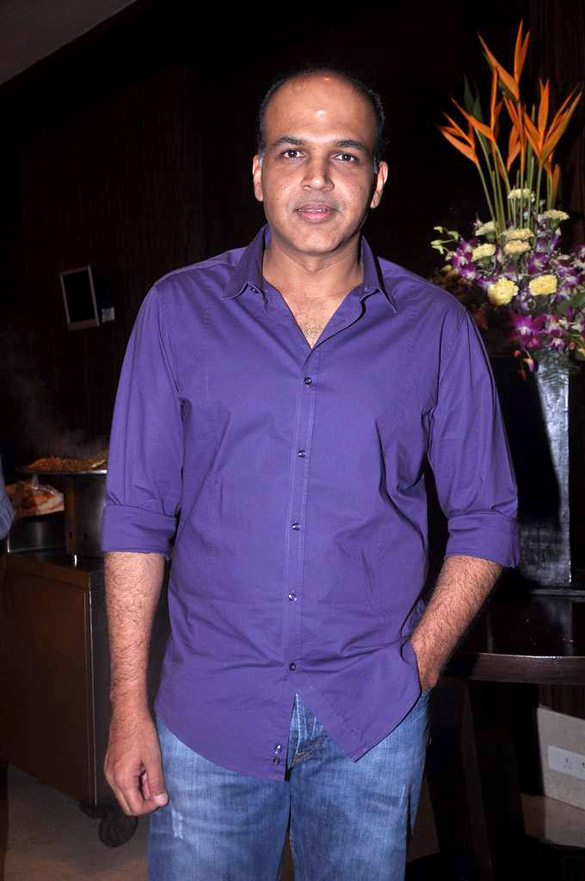
Ashutosh Gowariker (2012)

Ashutosh Gowariker (Marathi: आशुतोष गोवारीकर, Āśutoṣ Govārīkar; * 15. Februar 1964 (nach anderen Quellen: 1968) in Kolhapur) ist ein indischer Filmregisseur und Schauspieler.

## Karriere
Ashutosh Gowariker startete seine Karriere als Schauspieler in Ketan Mehtas Film Holi im Jahr 1984. Danach trat er in mehreren Fernsehserien und weiteren Filmen auf.
Bevor er in Lagaan und Swades Regie führte, arbeitete er bereits mit den Hauptdarstellern dieser beiden Filme, Aamir Khan und Shahrukh Khan, zusammen. Mit Aamir arbeitete er in Holi zusammen und mit Shahrukh in der Fernsehserie Circus sowie den beiden Filmen Chamatkar und Kabhi Haan Kabhi Naa.
Sein Regiedebüt gab er mit dem Film Pehla Nasha (1993) (inspiriert von Brian De Palmas Hollywoodfilm Body Double), der aber an den Kassen floppte. Mit Baazi, sein zweiter Film, hatte er immerhin einen mäßigen Erfolg.
Mit Lagaan schaffte er den Durchbruch und gewann viele Preise. Der Film wurde sogar bei den Oscars als Bester fremdsprachiger Film nominiert.
2004 drehte er Swades mit Shah Rukh Khan. Dieser Film wurde von den Kritikern sehr gelobt, machte aber an den Kassen keinen großen Gewinn. Sehr populär war der Film in Übersee.
Ashutosh Gowarikers letzter Film war Jodhaa Akbar, der 2008 in die Kinos kam, mit Hrithik Roshan und Aishwarya Rai Bacchan als Hauptdarstellern. 2009 nahm er die Arbeiten an Khelein Hum Jee Jaan Sey auf, der in die Zeit der indischen Freiheitskämpfe der 1930er Jahre führt.

## Filmografie

### Regisseur
- 1993: Pehla Nasha
- 1995: Baazi
- 2001: Lagaan – Es war einmal in Indien
- 2004: Swades – Heimat
- 2008: Jodhaa Akbar
- 2009: What's Your Raashee?
- 2010: Khelein Hum Jee Jaan Sey
- 2016: Mohenjo Daro

### Produzent
- 2004: Swades
- 2008: Jodhaa Akbar

### Drehbuchautor
- 1995: Baazi
- 2001: Lagaan
- 2004: Swades
- 2008: Jodhaa Akbar

### Schauspieler
- 1984: Holi
- 1986: Naam
- 1987: West Is West
- 1987: Kachchi Dhoop (TV-Serie)
- 1989: Kamla Ki Maut
- 1989: Gawaahi
- 1989: Circus (TV-Serie)
- 1989: Goonj
- 1989: Salim Langde Pe Mat Ro
- 1991: Indrajeet
- 1992: Jaanam
- 1992: Chamatkar
- 1993: Kabhi Haan Kabhi Naa
- 1994: Vazir
- 1998: Sarkarnama
- 1999–2001: C.I.D (TV-Serie)

## Auszeichnungen

### Filmfare Award
- Filmfare Award/Beste Regie für Lagaan (2002)

### National Film Award
- National Film Award/Bester Unterhaltungsfilm für Lagaan (2002)

### Star Screen Award
- Star Screen Award/Beste Regie für Lagaan (2002)
- Star Screen Award/Bestes Drehbuch für Lagaan (2002)
- Star Screen Award/Special Jury Award für Swades (2005)

### IIFA Award
- IIFA Award/Beste Story für Lagaan (2002)

### Zee Cine Award
- Zee Cine Award/Beste Regie für Lagaan (2002)
- Zee Cine Award/Beste Story für Lagaan (2002)
- Zee Cine Award/Beste Story für Swades (2005)
- Zee Cine Award/Kritikerpreis – Bester Regisseur an Ashutosh Gowariker für Swades (2005)

### Bollywood Movie Award
- Bollywood Movie Award/Beste Story für Lagaan (2002)

### Wichtige Nominierungen
- Oscar/Bester fremdsprachiger Film für Lagaan (2002)
- Europäischer Filmpreis/Bester nicht-europäischer Film für Lagaan (2002)